# أكلال

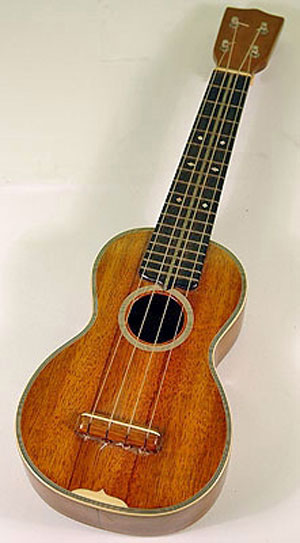
أكلال

الأُكْلال (بالإنجليزية: ukulele)‏ هي آلة موسيقيّة إستوحاها الهوائيّون من المِشَتّ البرتغاليّة، التي أدخلها المهاجرون البرتغاليون (أغلبهم من الماديرا والأزور) لهواي في القرن التاسع. وتتكون عادةً من أربعة أوتارٍ نايلونيّة أو من مادة (Catgut)، أو أربعة أزواجٍ من الأوتار.

## طالع
- قيثارة
- بوق ألبي
- نفير (آلة موسيقية)